# Callistege
Callistege é um gênero de traça pertencente à família Arctiidae.